# The Enemy (Britse punkband)
The Enemy is een Engelse punkband uit Derby die opgericht werd in 1980 en twee albums uitbracht.

## Geschiedenis
The Enemy werd begin 1980 opgericht in een plaatselijke jeugdclub en kende verschillende personeelswissels voordat ze het jaar daarop hun definitieve bezetting kregen met Mark Woodhouse (zang), Steve "Mez" Mellors (gitaar), Steve O'Donnell (basgitaar) en Mark Herrington (drums). Hun eerste optreden was in Woodlands Youth Centre en ze speelden ook in het voorprogramma van Anti Pasti's optreden in Huddersfield. Hun eerste single, "50,000 Dead", brachten ze uit op hun eigen Tin Tin-label. De single was behoorlijk succesvol en leidde tot een platencontract bij Fall Out Records, waar ze in mei 1982 debuteerden met het anti-oologsnummer "Fallen Hero", dat plaats 44 bereikte in de Britse Indie Chart. De derde single van de band was minder succesvol en Mellors werd vervangen door Kevin Lamb van de lokale punkband Total Loss, die meer animo bracht tijdens de liveoptredens van de band.
Het debuutalbum Gateway to Hell werd in 1983 uitgebracht en kreeg veel lovende kritieken en respectabele verkoopcijfers. Herrington verliet de band voordat het album uitkwam en werd vervangen door Dave Hill. De band toerde door Groot-Brittannië om het album te promoten, maar werd door Fall Out gedropt. Voor hun volgende single "Last But Not Least" verhuisde de band naar het lokale Rot-label. De single werd gevolgd door een album met dezelfde naam (nu met een vijfde lid, gitarist Russell Maw). Dit zou het laatste album van The Enemy worden, met teleurstellende verkopen als gevolg van het gebrek aan steun en financiering van Rot, in combinatie met muzikale meningsverschillen. In 1984 zette The Enemy er een punt achter.
De band kwam in 2011 weer bij elkaar, met onder meer de originele drummer Mark Herrington. Ze speelden op 30 juni 2012 een optreden in hun geboortestad Derby en op het Rebellion Festival van 2012.

## Discografie

### Albums
- 1983: Gateway to Hell (Fall Out), opnieuw uitgebracht op cd in 1995 onder het label Captain Oi!
- 1994: Last But Not Least (Rot)

### Singles
- 1981: "50,000 Dead" (Tin Tin)
- 1982: "Fallen Hero" (Fall Out, #44 UK Indie Chart)
- 1982: "Punk's Alive" (Fall Out)
- 1982: "Last Rites" (Fall Out, #31 UK Indie Chart)
- 1983: "Last But Not Least" (Rot)